# Sierlijk kalknetje
Het sierlijk kalknetje (Badhamia melanospora) is een slijmzwam die behoort tot de familie Physaraceae. Het leeft saprotroof op hout.

## Kenmerken

### Uiterlijke kenmerken
De sporocarps zijn gegroepeerd of in clusters en hebben een dunne, lichtgele of rozeachtige steel. De sporothecae zijn bolvormig of ovaal en meten 0,5-0,7 mm in diameter. Ze zijn wit of grijs, gesteeld of zittend, soms plasmodiokarp. Het peridium is dun, doorschijnend, zuiver wit en licht bezaaid met witte kalk. 
Het plasmodium is wit.

### Microscopische kenmerken
Het capillitium is fijn, met uniforme buizen, behalve in het midden waar ze kunnen worden samengevoegd tot een pseudokolom. De sporen zijn vrij, bolvormig of enigszins hoekig, donkerbruin, onregelmatig wrattig met clusters van donkerdere wratten en een grof netwerk van richels met 1-6 mazen per halfrond en meten 12-15 μm in diameter.

## Verspreiding
Het sierlijk kalknetje komt voor in Europa, Noord-Amerika, Zuid-Amerika, Noord-Afrika, Oceanië (Australië en Nieuw-Zeeland) en enkele Aziatische landen.
In Nederland komt het sierlijk kalknetje zeldzaam voor. Het staat niet op de rode lijst en is niet bedreigd.